# Semiothisa sinuata
Semiothisa sinuata là một loài bướm đêm trong họ Geometridae.